# Epsilon Eridani c
Epsilon Eridani c è l'ipotetico secondo pianeta in orbita attorno alla stella nana arancione Epsilon Eridani, situata nella costellazione di Eridano a 10,5 anni luce dalla Terra.

## Scoperta
La sua esistenza è stata ipotizzata nel 2002 analizzando le perturbazioni del pianeta sul disco di polveri che orbita intorno alla stella: infatti, il pianeta, a causa della sua orbita eccentrica, attrae in risonanza una parte delle particelle del disco. Per il momento, la sua esistenza non è stata ancora confermata.

## Caratteristiche
Il pianeta avrebbe una massa pari ad un decimo di quella di Giove, disterebbe dalla stella 40 UA con un periodo di rivoluzione di 280 anni.